# Discours de Ouagadougou
Le discours de Ouagadougou est un discours prononcé le 28 novembre 2017 par le président de la République française, Emmanuel Macron, à l'université de Ouagadougou, au Burkina Faso, devant 800 étudiants. Dans ce discours, le président français annonce les axes de la relation qu'il veut fonder entre la France et le continent africain.

## Discours et axes principaux
Le 28 novembre 2017 à l'université de Ouagadougou, au Burkina Faso, devant 800 étudiants, Emmanuel Macron présente « les axes de la relation qu'il souhaite entretenir avec « un continent où se joue une partie de notre avenir commun. »
Le président, en introduction de son discours, rend hommage à Thomas Sankara  et le cite en déclarant « cet avenir que vous osez inventer. » Selon le journal La Croix cela vient en rappel d'une déclaration faite plus tôt dans la journée et qui concerne la déclassification des documents d'archives relatifs à l'assassinat du leader burkinabé. Les axes principaux de ce discours sont : 
- La fin de « la politique africaine de la France »[3]. Ainsi, il se distance de la Françafrique et annonce la fin de la politique africaine de la France[b].
- Un dialogue au niveau continental[3]. Soit une relation bilatérale de continent à continent entre l'Europe et l'Afrique[c].
- Une initiative contre les passeurs en Libye[3]. Ce qui passe par renforcer la lutte contre le trafic d'armes et d'êtres humains en Libye[d].
- La menace des extrémismes religieux[3]. Il met en garde l'Afrique contre les mouvements extrémistes religieux et en appelle à des initiatives internationales pour lutter contre leur financement[e].
- La démographie « une chance mais surtout une responsabilité »[3]. Il réitère ainsi ses propos sur la démographie lorsqu'il déclarait qu'il lui semblait « impossible de développer l'Afrique à cause de ses « 7 ou 8 enfants par femme » mais précise qu'au delà de ça il s'interroge sur la liberté qu'ont les femmes de choisir[f].
- La priorité de l'éducation des jeunes filles[3]. Il considère « l'éducation comme la priorité absolue », et en proposant plusieurs mesures pour renforcer ce partenariat, il insiste particulièrement sur l'éducation de jeunes filles[g].
- Vers une restitution des œuvres africaines aux pays africains ?[3] Il prend clairement position et affirme que « Le patrimoine africain doit pouvoir être exposé en Afrique. » Précisant que cela suppose un gros travail et la mise en place de nombreux partenariats avec diverses structures (scientifique, muséographique), il estime que cinq années sont nécessaires pour permettre « une restitution  temporaire ou définitive du patrimoine africain en Afrique. »[h]

## Suites
Emmanuel Macron commande un rapport à Bénédicte Savoy et Felwine Sarr qui inventorie le patrimoine africain conservé en France et propose d'amender la législation sur l'inaliénabilité du patrimoine muséal. Lors de la remise de leur travail en novembre 2018, il annonce vouloir restituer « sans tarder » 26 œuvres spoliées par l'Armée française en 1892 et réclamées par le Bénin.
Le rapport Savoy-Sarr estime qu'au moins 90 000 objets d'art d'Afrique subsaharienne sont présents dans les collections publiques françaises, dont près de 70 000 dans le seul musée du Quai Branly - Jacques-Chirac.